# Witomierz
Witomierz [viˈtɔmjɛʂ] là một ngôi làng thuộc khu hành chính của Gmina Karnice, thuộc hạt Gryfice, West Pomeranian Voivodeship, ở phía tây bắc Ba Lan. Nó nằm khoảng 7 kilômét (4 mi)  phía đông nam Karnice, 10 km (6 mi) phía tây bắc Gryfice và 73 km (45 mi) về phía đông bắc của thủ đô khu vực Szczecin..